# Сабріна (фільм, 1995)
«Сабріна» (англ. Sabrina) — фільм 1995 року з Гаррісоном Фордом і Джулією Ормонд в головних ролях, рімейк однойменного фільму 1954 р., в основу якого покладена комедія Семюеля Тейлора.

## Сюжет
В сім'ї Леррабі має відбутись важлива подія — весілля молодшого брата. Посаг нареченої дозволить братам стати монополістами на ринку комунікацій. Але всі ці плани руйнуються, коли з Парижу повертається красуня Сабріна (Джулія Ормонд) — донька водія сім'ї, що стала супермоделлю.

## В ролях
- Гаррісон Форд — Лінус Ларрабі
- Джулія Ормонд — Сабріна Фейрчайлд
- Грег Кіннер — Девід Ларрабі
- Ненсі Маршанд — Мод Ларрабі
- Джон Вуд(інші мови) — Том Фейрчайлд
- Річард Кренна — Патрік Тайсон
- Енджі Дікінсон — Інгрід Тайсон
- Лорен Голлі — Елізабет Тайсон
- Дана Іві — Мак
- Фанні Ардан — Ірен
- Патрік Брюель — Луїс